# Godasa orientis
Godasa orientis là một loài bướm đêm trong họ Noctuidae.